# Calanthe repens
Calanthe repens är en orkidéart som beskrevs av Rudolf Schlechter. Calanthe repens ingår i släktet Calanthe och familjen orkidéer. Inga underarter finns listade i Catalogue of Life.